# إذاعة لندن الفرنسية
إذاعة لندن (بالفرنسية: radio Londres) كانت محطة إذاعية بثت من عام 1940 إلى عام 1944 من قبل هيئة الإذاعة البريطانية بي بي سي في لندن إلى الإدارة العسكرية في فرنسا المحتلة من قبل النازيين، كانت تبث باللغة الفرنسية وكان يديرها الفرنسيون الأحرار الذين فروا من فرنسا المحتلة، وكان الغرض منه مواجهة الدعاية التي يبثها راديو باريس الذي تسيطر عليها ألمانيا والإذاعة الوطنية التابعة لحكومة فيشي، ومناشدة الفرنسيين للانتفاض، فضلاً عن استخدامها لإرسال رسائل مشفرة إلى المقاومة الفرنسية.

## الأصل والغرض

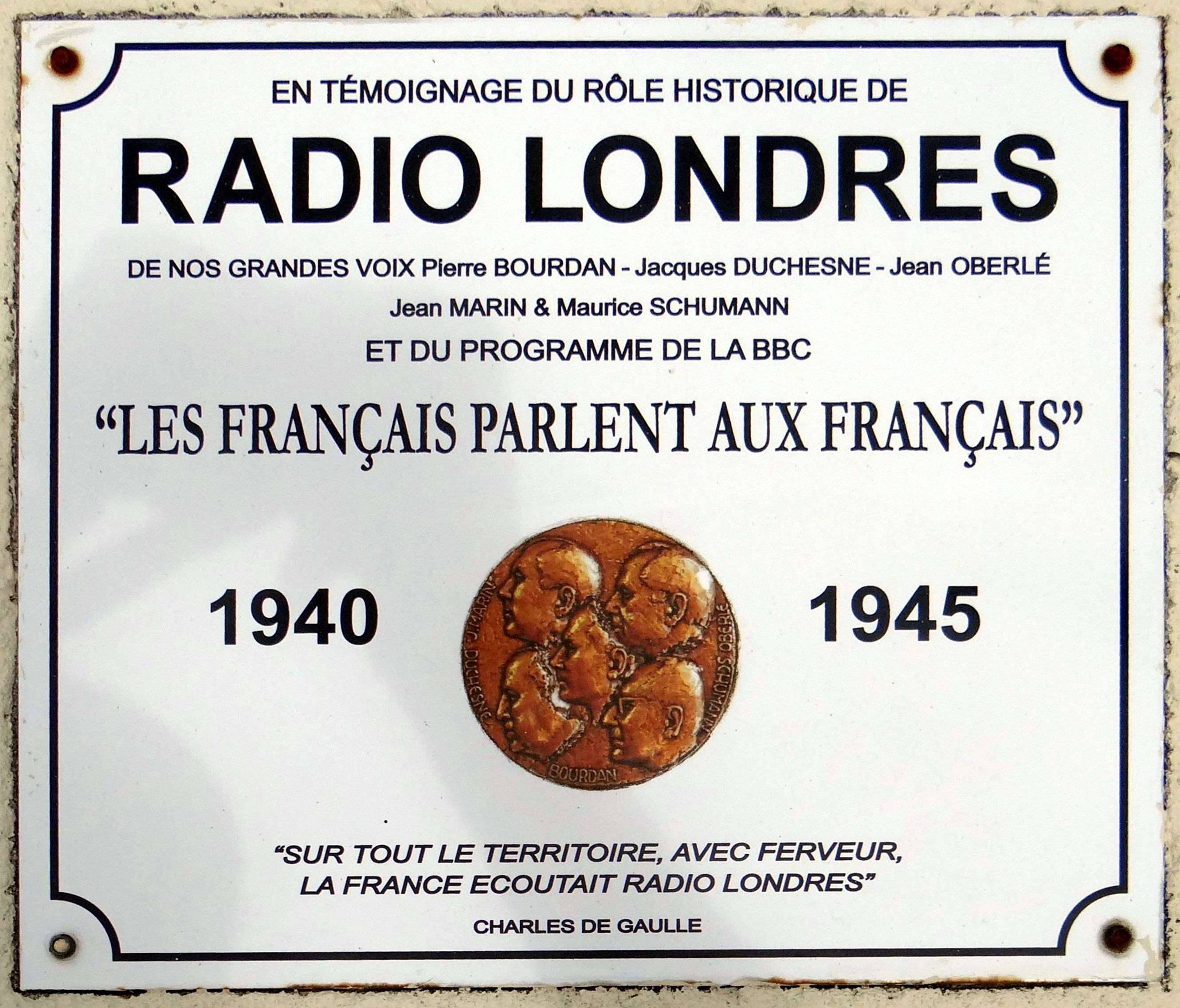
لوحة تذكارية لراديو لوندر في مقبرة أسنيل، كالفادوس

في عام 1940، افتتحت البي بي سي استوديوها لأول أعضاء المقاومة الذين فروا من احتلال فرنسا لألمانيا. وُلد راديو لوندر وسيصبح التعيين اليومي للشعب الفرنسي لمدة أربع سنوات. فتحت الإرسال مع: " Ici Londres ! Les Français parlent aux Français. . . " («هذه هي لندن! يتحدث الفرنسيون بفرنسيا...»)، وهو الآن اقتباس مشهور جدًا في فرنسا. كان صوت القوات الفرنسا الحرة بقيادة شارل ديغول، الذي وجه نداءه الشهير خطاب 18 يونيو 1940 ، داعياً مواطنيه إلى المقاومة والوقوف ضد الاحتلال.
من خلال البث من بريطانيا، وجدت المقاومة الفرنسية صوتًا يمكن سماعه في القارة، يعمل على مواجهة البث الدعاية النازية لراديو باريس وراديو فيشي. إدراكًا للتأثير السلبي الذي أحدثه على احتلالهم، سرعان ما حظر الألمان الاستماع إلى إذاعة لندن بالفرانسية. كما شجعت الإذاعة على الانتفاضة ضد الاحتلال، بما في ذلك دعوات ديغول لإخلاء شوارع باريس لمدة ساعة واحدة، والمظاهرات، والتحضير لـ إنزال النورماندي، أو علامة النصر، التي تنطوي على رسم علامة V على الجدران كإشارة. فعل التخريب. كما أرسل رسائل مشفرة إلى المقاومة الفرنسية.
خلافًا للأسلوب الرسمي لمحطات الإذاعة الفرنسية، قام بعض المذيعين الشباب كا (جاك دوتشيسن، وجان أوبرلي، وبيير بوردان، وموريس شومان، وبيير داك) بتغيير النغمة من خلال الرسائل الشخصية والرسومات والأغاني والنكات والإعلانات المصورة.

## الرسائل المشفرة

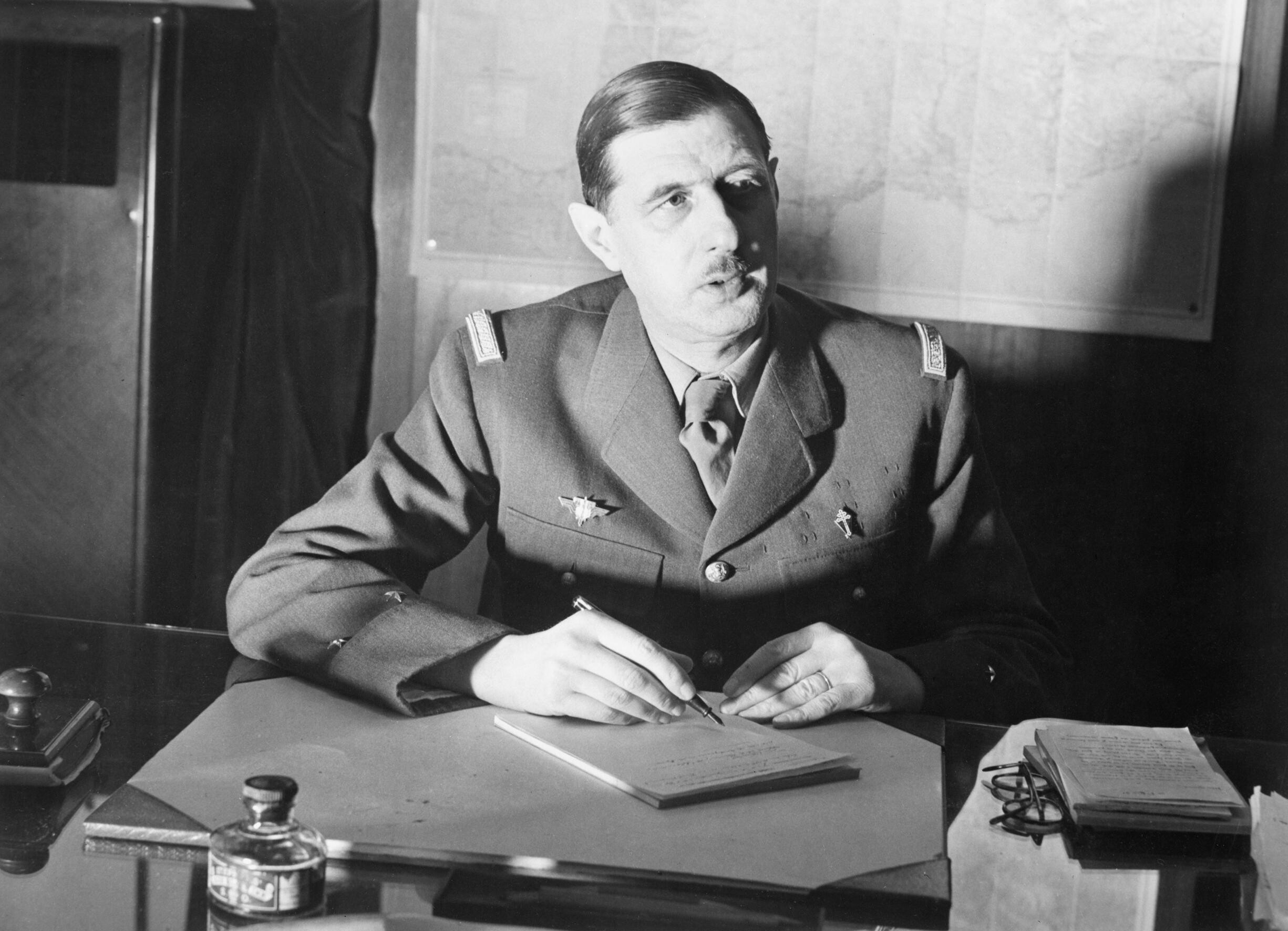
قام شارل ديغول (في الصورة) ببث عدة برامج على الإذاعة خلال الحرب

كان لدى جورج بيجي، الناشط في العمليات الخاصة التنفيذية (SOE) فكرة إرسال رسائل شخصية غامضة على ما يبدو إلى العملاء في هذا المجال، من أجل تقليل حركة الاتصالات اللاسلكية المحفوفة بالمخاطر.
تبدأ عمليات البث بعبارة «قبل أن نبدأ، يرجى الاستماع إلى بعض الرسائل الشخصية.» كان من الواضح للجميع تقريبًا أنها رسائل مشفرة، وغالبًا ما تكون مسلية، وبدون سياق تمامًا. تتضمن الرسائل التمثيلية «جان له شارب طويل» و «هناك حريق في وكالة التأمين»، كل واحدة لها معنى معين لمجموعة مقاومة معينة. لقد استُخدمت في المقام الأول لتوصيل رسائل إلى المقاومة، ولكن أيضًا لشكر عملائها أو ببساطة لإعطاء العدو الانطباع بأن شيئًا ما يجري تحضيره. نظرًا لأن هذه الرسائل كانت في ترميز، وليس في تشفيرة سرية، لم يكن بإمكان المحتلين أن يأملوا في فهمها بدون دفتر رموز، لذلك كان عليهم تركيز جهودهم على التشويش على الرسائل بدلاً من ذلك.
منذ بداية يونيو 1944، أغرق الحلفاء الشبكة بالرسائل. في 1 يونيو وحده، تم إرسال أكثر من 200 رسالة، مما يوضح لمن يستمعون أن هناك شيئًا ما قيد الإعداد. على الرغم من أن تشويش المحور في بعض الأماكن كان أكثر فاعلية من غيره، إلا أن ضجيج الخلفي والثابت لم يكنا كافيين لإغراق صوت السيمفونية الخامسة لبيتهوفن، حيث تتوافق النغمات الأربع الأولى مع نقطة-نقطة-نقطة اندفاعة من شفرة مورس بحرف V معناه Victory.
قبل وقت قصير من إنزال نورماندي في 6 يونيو 1944، بثت الإذاعة المقطع الأول من قصيدة بول فيرلان «أغنية الخريف» لإعلام المقاومة بأن الغزو كان وشيكًا. أشار الجزء الأول من المقطع الموسيقي، Les sanglots longs des violons de l'automne («تنهدات كمان الخريف الطويلة») إلى أن الغزو سيبدأ في غضون 24 ساعة؛ والثاني، Blessent mon cœur d'une langueur monotone («جرحت قلبي بتعب رتيب») كانت الدعوة المحددة للعمل.
بحلول أواخر عام 1944، كان انتصار الحلفاء في فرنسا يعني نهاية البث وتحويله إلى إفريقيا إلى يومنا هذا.